# Kolonaki
Kolonaki (in greco Κολωνάκι?), letteralmente "Piccola colonna", è un distretto esclusivo del centro di Atene. Si trova sulla falda meridionale della collina del Licabetto. Il suo nome deriva da una colonna alta due metri e sita nella piazza omonima che ha dato il nome alla zona ancor prima della sua urbanizzazione.

## Descrizione
Kolonaki è un distretto benestante e un lussuoso mercato. In quanto una delle principali zone dello shopping della capitale, è sede di numerosi negozi di alto livello per giovani adulti, con abbigliamento casual alla moda e prestigiosi abiti di alta moda di designer greci e internazionali. Una delle sue principali vie, via Voukourestiou, è nota per le sue gioiellerie.
Musei e gallerie d'arte abbondano a Kolonaki. Il Museo Benaki, all'interno di una casa signorile in stile neoclassico e il Museo di Arte Cicladica ospitano due delle più belle collezioni private del paese. I musei più piccoli di Kolonaki sono il Museo della Storia del costume greco e il Museo del Teatro, entrambi musei specialistici. Lungo il Vasilissis Sofias Avenue si trovano il Museo bizantino e cristiano e il Museo della guerra.
Vi è una gran quantità di opzioni di vita notturna, con bar, ouzerie e taverne. Sedersi all'esterno sui marciapiedi è tipico, creandosi così una vivace atmosfera notturna. La piazza principale Kolonaki (quella con le piccole colonne) è circondata da caffetterie e ristoranti.
La funicolare del Licabetto, una funicolare a rotaie, collega Kolonaki alla sommità della collina del Liocabetto. Kolonaki ospita anche due stazioni del Metrò, Evengelismos e Megaro Mousikis.

## Galleria d'immagini

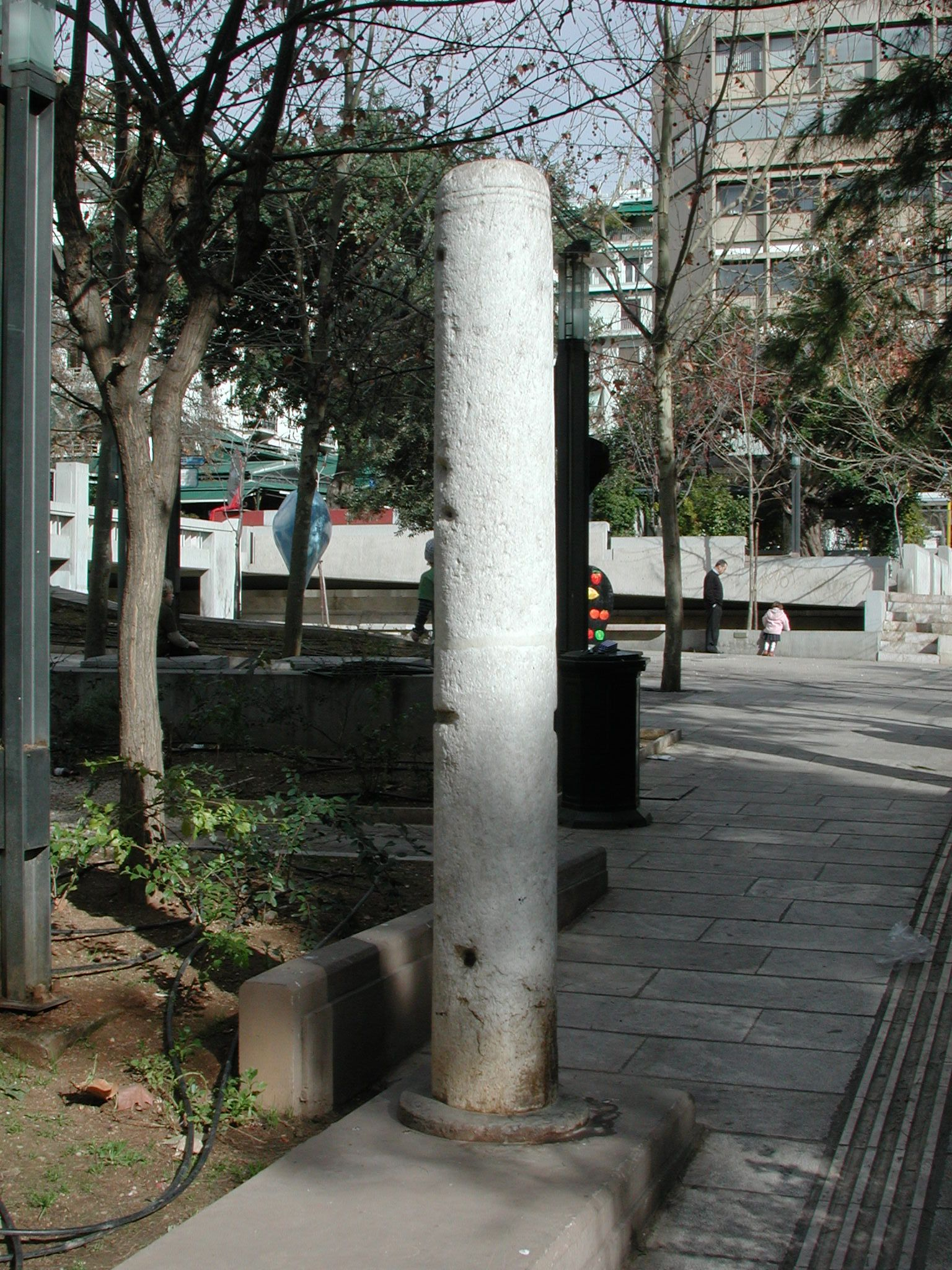
Piccola colonna in piazza Kolonaki
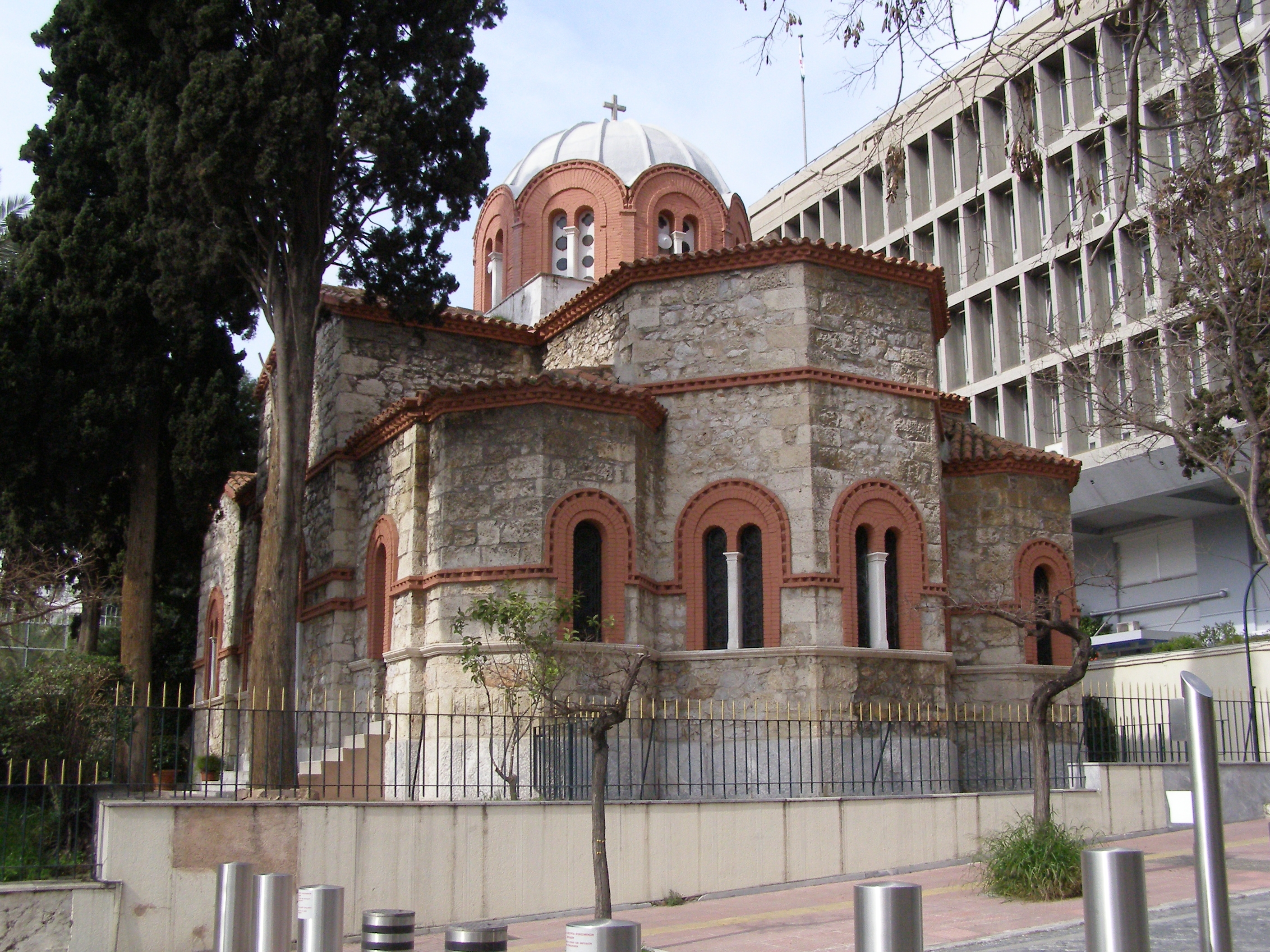
Chiesa di San Nicola
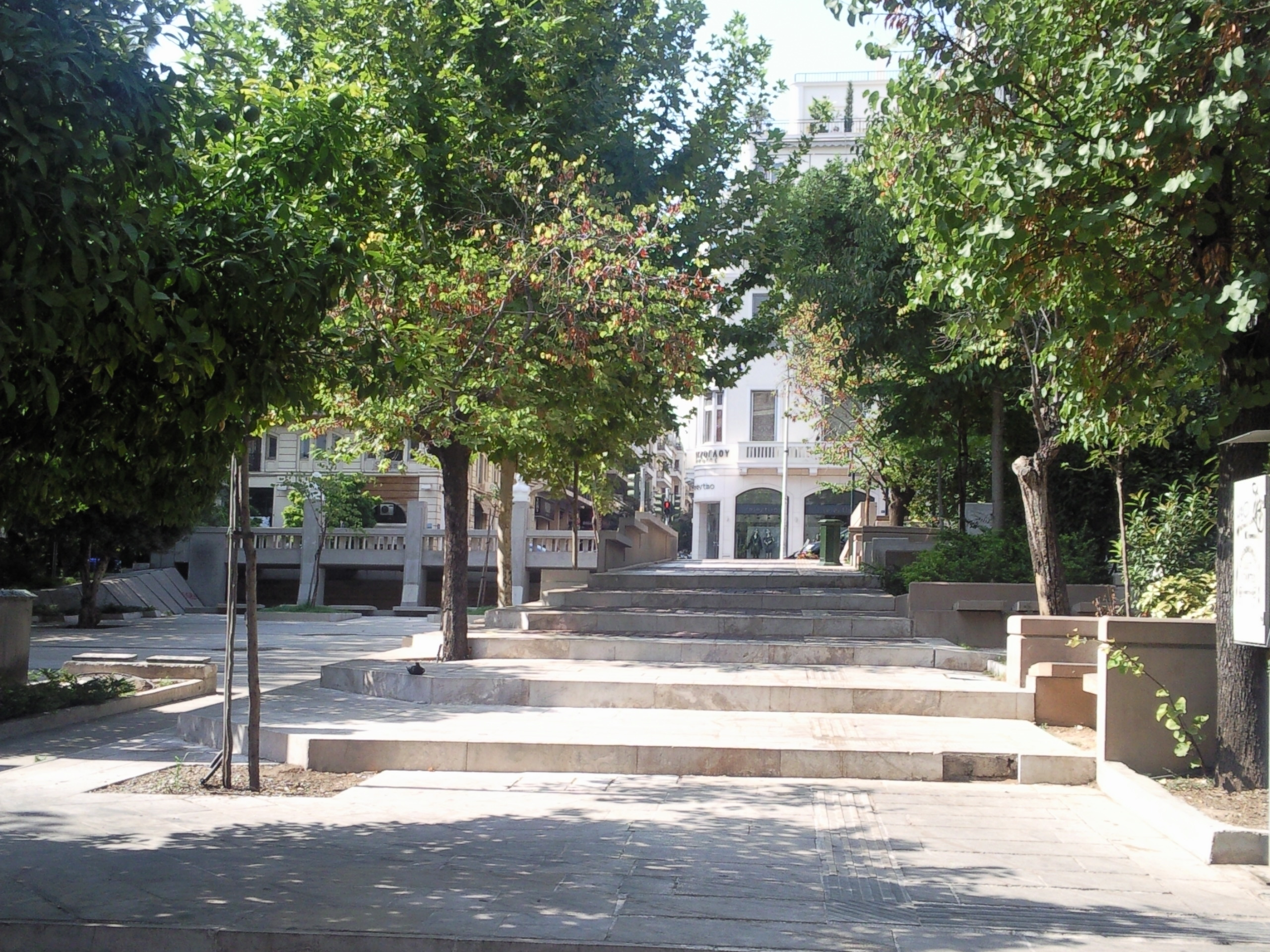
Veduta della piazza Kolonaki